# Gretl
gretl은 주로 계량경제학자를 위한 오픈 소스 통계 패키지이다. 이 이름은 Gnu Regression, Econometrics and Time-series Library의 준말이다.
그래픽 사용자 인터페이스(GUI)와 명령 줄 인터페이스를 모두 갖추고 있다. C로 개발되었으며 GUI 개발을 위해 위젯 툴킷의 하나인 GTK+를 사용하며 그래프 생성을 위해 그누플롯을 호출한다. gretl의 네이티브 스크립트 언어는 hansl이다. TRAMO/SEATS, R, Stata, 파이썬, 옥타브, Ox, 줄리아와 함께 사용할 수도 있다.
영어 외에도 gretl은 알바니아어, 바스크어, 불가리아어, 카탈루냐어, 중국어, 체코어, 프랑스어, 갈리시아어, 독일어, 그리스어, 이탈리아어, 폴란드어, 포르투갈어, 루마니아어, 러시아어, 스페인어, 튀르키예어, 우크라이나어로도 사용이 가능하다.

## hansl
hansl의 단순 예시는 아래와 같다.
```
matrix A = {1, 2 ; 3, 4}
matrix B = [[Invertible matrix|inv]](A)
matrix C = A*B

print A B C

loop i=-3..3
    [[printf]] "[[Phi]](%d) = %7.3f\n", i, [[Cumulative distribution function|cdf]](N, i)
endloop
```

위 코드를 실행하면 다음 결과물을 만들어낸다.
```
A (2 x 2)

  1   2
  3   4

B (2 x 2)

    -2      1
   1.5   -0.5

C (2 x 2)

      1.0000       0.0000
  8.8818e-16       1.0000

Phi(-3) =   0.001
Phi(-2) =   0.023
Phi(-1) =   0.159
Phi( 0) =   0.500
Phi( 1) =   0.841
Phi( 2) =   0.977
Phi( 3) =   0.999

```

## 같이 보기
- R (프로그래밍 언어)